# Hector Giacomelli
Hector Giacomelli, född 1 april 1822, död 1 december 1904, var en fransk tecknare.
Giacomelli framträdde som skicklig djurtecknare och illustratör och utförde bland annat dekorativa initialer och ramverk för Gustave Dorés bilderbibel. Giacomelli utgav en biografi med katalog över grafikern Auguste Raffet (1862).